# Paruch (nazwisko)
Paruch (forma żeńska: Paruch, liczba mnoga: Paruchowie) – polskie nazwisko.

## Etymologia nazwiska
Paruch to nazwisko odnotowane wyjątkowo wcześnie – już w 1204 roku.
Podstawę nazwiska stanowi rzeczownik paruch lub parusek, który oznaczał:
- płotnisko grube, lniane albo konopne, jak na żagle, płótno domowej roboty,
- taśmę plecioną ze szpagatu na szleje i inne wyroby rymarskie[2].

Najwięcej osób o tym nazwisku mieszka w: Krakowie (99), Rozdzielu (78) i Lublinie (48).

## Znani Paruchowie
- Waldemar Paruch